# 4차원의 난장이 E.T
4차원의 난장이 E.T(Time Bandits)는 영국에서 제작된 테리 길리엄 감독의 1981년 모험, 코미디, 판타지 영화이다. 존 클리즈 등이 주연으로 출연하였고 테리 길리엄 등이 제작에 참여하였다.

## 출연

### 주연
- 존 클리즈
- 숀 코네리
- 셜리 듀발
- 캐서린 헬몬드
- 이안 홈

### 조연
- 마이클 폴린
- 랠프 리처드슨
- 피터 본핸
- 데이비드 워너
- 데이빗 래파포트
- 케니 베이커
- 마이크 에드몬즈
- 잭 퍼비스
- 타이니 로스

## 제작진
- 협력프로듀서: 네빌 C. 톰슨
- 의상: 제임스 애치슨
- 배역: 아이린 램